# Nicolas Bunkerd Kitbamrung
Blahoslavený Nicolas Bunkerd Kitbamrung (31. ledna 1895, Nakhon Pathom – 12. ledna 1944, Bangkok) byl thajský římskokatolický kněz a mučedník. Katolická církev ho uctívá jako blahoslaveného.

## Život
Narodil se 31. ledna 1895 v Nakhon Pathom jeko jeden ze šesti dětí Josepha Poxanga a Agnes Thiang Kitbamrung. Některé zdroje uvádí datum narození na 28. únor, to však jeho křestní záznam vylučuje. Oba dva rodiče byli konvertity ke křesťanství. Pokřtěn byl 5. února v kostele svatého Petra, a to knězem a pozdějším biskupem René-Marie-Josephem Perrosem.
Roku 1908 zahájil církevní studia v Hang Xan, a to na církevním institutu Nejsvětějšího srdce. Studium dokončil roku 1916 a roku 1920 začal působit jako katechista. Ve stejný rok začal studovat v Penangu. V srpnu roku 1925 byl vysvěcen na podjáhna a v září na jáhna. Dne 24. ledna 1926 získal v katedrále Nanebevzetí Panny Marie v Bangkoku kněžské svěcení z rukou biskupa René-Marie-Josepha Perrose. Začal působit jako kaplan farnosti Bang Nok Kheuk, kde pomáhal faráři Durandovi. Roku 1928 byl přesunut do Phitsanuloku, kde vyučoval salesiány thajštinu a seminaristy katechezi. Zde se jako samouk vzdělával v čínském dialektu Hakka.
Roku 1929 byl jmenován kaplanem francouzského kněze Mirabela, který přijel působit do Thajska. Roku 1930 začali spolu působit v severním Thajsku. Otec Nicolas zůstal v provincii Lampang a otec Mirabel cestoval dále na sever. Poté byl poslán na misii do severního Vietnamu a pak zpátky do Thajska do provincie Čiang Mai, kde se staral o pastoraci tzv. matrikových katolíků. Roku 1937 odešel evangelizovat oblast Khorat.
Otec Nicolas bojoval za práva a víru křesťanů v thajské buddhistické společnosti. Úřady ho označily za nežádoucího člověka a obvinily ho ze spolupráce s Francouzi, kteří byli nepřátelé Thajska. Obvinily ho za pobuřování a povzbuzování Thajců, aby se vzepřeli vládě krále Ananda Mahidola. Ve francouzské Indočíně byl obviněn ze špionáže pro Francii a dne 12. ledna 1941 byl zatčen ve farnosti svaté Terezie. Za „rebelii proti království“ byl uvězněn ve vězení Bang Khwang. Byl odsouzen na více než deset let vězení. I přes odnětí svobody dále tajně působil ve vězení jako kněz a pokřtil 68 spoluvězňů.
Zemřel 12. ledna 1944 na tuberkulózu. Jeho ostatky jsou uloženy v katedrále Nanebevzetí Panny Marie v Bangkoku.

## Proces blahořečení
Dne 7. března 1995 byl v arcidiecézi Bangkok zahájen jeho proces blahořečení. Proces na diecézní úrovni započali 13. ledna 1998 a uzavřen byl 23. ledna stejného roku. Dne 27. ledna 2000 uznal papež sv. Jan Pavel II. mučednictví otce Nicolase a dne 5. března 2000 jej na svatopetrském náměstí slavnostně blahořečil. Jeho svátek byl ustanoven na 12. ledna.